# Eucereon colombiana
Eucereon colombiana là một loài bướm đêm thuộc phân họ Arctiinae, họ Erebidae.